# Пальярс (графство)
Графство Пальярс (исп. Condado de Pallars, кат. Condado de Pallars, фр. Comté de Pallars) — средневековое каталонское графство, существовавшее с IX века, находившееся в номинальной зависимости от Франкского государства, а затем от Западно-Франкского королевства, но фактически его правители были независимы. Графство включало в себя котловину Ногеры Пальярс между гребнем Пиренеев и район Побла-де-Сегур, включая долины Анеу, Кардос и Феррера, а также левый берег реки Ногера-Рибагорсана и долину Фламисель.
В 1011 году Пальярс был разделен на графства Верхний Пальярс и Нижний Пальярс.

## История
Территория, на которой располагалось графство, была самой восточной частью земель, заселёнными басками, кроме того на ней проживали вестготы и испано-римляне. Ранняя история Пальярса тесно связана с историей соседнего графства Рибагорса. После падения Вестготского королевства она была захвачена маврами, у которых её вместе с Рибагорсой отвоевал к 781 году Гильом Желонский, образовав из них отдельное графство, включённое в Испанскую марку, подчинённую графам Тулузы.
После отвоевывания земель у мавров в них начало переселяться христианское население. Располагаясь достаточно далеко от центров власти Каролингского государства, графы Тулузы пользовались достаточной независимостью. Они предоставили монастырям большие привилегии, похожие на предоставляемые каролингским двором. Это способствовало основанию новых монастырей и возрождалось монашество. При этом император Карл Великий духовно подчинил Пальярс и Рибагорсу епископам Урхеля.
После выделения в 817 году Аквитанского королевства Пипину I, сыну императора Людовика, Пальярс и Рибагорса в составе Тулузского графства оказались включены в него. Для управления Пальярсом и Рибагорсой графы назначали виконтов. Но постепенно они начали утрачивать власть над этими землями.
После того, как Гильом Желонский в 806 году удалился в монастырь, Пальярс и Рибагорса находились последовательно под юрисдикцией маркграфов Тулузы Бего (в 806—816 годах) и Беренгера Мудрого (в 816—833 годах). В 833 году Галиндо I Аснарес, граф Урхеля и Сердани, захватил графства Пальярс и Рибагорса, и заключил союз с главой мусульманской семьи Бану Каси Мусой II ибн Мусой. Захват графств привёл Галиндо к конфликту с графом Бернаром Септиманским, сменившего в Тулузе Беренгера, а союз с мусульманами вызвал недовольство Людовика Благочестивого. В результате в 834 году император объявил, что лишает Галиндо всех его владений, передав их Сунифреду I. В 835 году Сунифред изгнал Галиндо из Сердани, а в 838 году — из Урхеля. Во власти Галиндо Аснареса остались только Пальярс и Рибагорса, но и они в 844 году были завоёваны графом Тулузы Фределоном и вновь присоединены к Тулузе.
Окончательно Пальярс и Рибагорса обрели самостоятельность после убийства в 872 году графа Тулузы Бернара II. После этого в ряде областей Тулузского графства власть захватили местные феодалы. Один из них, Рамон I, который, как предполагается, в начале 870-х годов управлял Пальярсом и Рибагорсой от имени графа Тулузы, после смерти своего сюзерена стал графом Пальярса и Рибагорсы. Никаких подробностей о том, как это произошло, в современных Рамону документах не сохранилось. Народные предания говорят, что он был призван местными жителями стать их графом, чтобы защитить эти земли от нападений мусульман.
Точное происхождение графа Рамона I не установлено. В современных ему документах он упоминается как сын некоего графа Лупа, которого большинство историков считает идентичным с графом Бигорра Лупом I Донатом, представителем Бигоррской династии. Возможно, Рамон был младшим сыном Лупа и отсутствие у него надежды на часть отцовского наследства заставило его покинуть графство Бигорр и искать себе владение в соседних землях, принадлежавших графам Тулузы, родственником которых по матери он, вероятно, был.
Получив власть, Рамон I сразу же разорвал все вассальные отношения с графами Тулузы и их сюзеренами, королями Западно-Франкского государства. Чтобы противостоять попыткам правителей Тулузы возвратить себе Пальярс и Рибагорсу, Рамон I заключил договор о союзе с мусульманами из семьи Бану Каси, обладавшими обширными землями к югу от его владений. Также граф Пальярса и Рибагорсы заключил союз с королём Памплоны (Наварры) Гарсией II Хименесом, выдав за него замуж свою сестру Дадильдис. Кроме того он поддерживал раскол, который вызвали в епархиях Испанской марки действия неканонического епископа Урхеля Эсклуа, желавшего избавить каталонские епархии от влияния про-франкской митрополии с центром в Нарбонне. По просьбе Рамона, в 888 году Эсклуа восстановил Пальярсское епископство, прекратившее своё существование после арабского завоевания Пиренейского полуострова в начале VIII века, выделив для этого земли из Урхельской епархии. Позже он смог захватить также часть области Собрарбе.
После смерти Рамона в 920 году произошло политическое разделение Пальярса и Рибагорсы, поскольку его владения были разделены между сыновьями. Пальярс достался Исарну I и Лопе I, потомки которых и правили в Пальярсе. Из-за недостаточного освещения в источниках истории графства Пальярс середины X — начала XI веков, историками до сих пор не установлена точная хронология преемственности местных графов этого времени. В некоторые периоды графством управляло одновременно 2—3 графа, но установить разделение полномочий между ними невозможно. Но в итоге около 1010 года единственным графом остался Суньер I, который лишил своего племянника Эрменгола графского титула.
После смерти графа Суньера I в 1010/1011 году графство Пальярс было разделено на 2 части между его сыновьями. Рамон III получил западную часть графства, получившую название Нижний Пальярс, а Гильем II — восточную, названную Верхний Пальярс.

## Список графов Пальярса
В составе графства Тулуза (790—833)
- 790—806: Гильом Желонский (ум. 812), маркграф Тулузы и маркиз Септимании
- 806—816: Бего (ум. 816), граф Парижский, маркграф Тулузы и маркиз Септимании
- 816—833: Беренгер I Мудрый (ум.835), маркиз Септимании с 832

Самостоятельное графство Пальярс и Рибагорса
- 833—844/848: Галиндо I Аснарес (ум. 867), граф Урхеля 832—834, Сердани 832—832, Пальярса и Рибагорсы 833—844, Арагона с 844

В составе графства Тулуза (844/848—872)
- 844/848—851: Фределон (ум. 851), граф Руэрга с после 837, граф Тулузы с 844/849, граф Каркассона с 850
- 852—865: Раймунд I (ум. 865), граф Лиможа с 841, граф Керси и граф Руэрга с 849, граф Тулузы и Каркассона с 852, маркиз Тулузы с 855, брат предыдущего
- 865—872: Бернар II Телёнок (ум. 872), граф Тулузы, Руэрга, Лиможа с 865, Нима, Каркассона, Разеса и Альби с 872, сын предыдущего

Самостоятельное графство
- 872—920: Рамон I (II) (ум. 920), граф Пальярса и Рибагорсы с 872
- 920—948: Исарн I (ум. в 948 или после 13 сентября 953), граф Пальярса 920—948
- 920—948: Лопе I (ум. 948), граф-соправитель Пальярса 920—948
- 948—950: Гильем I (ум. ок. 950), возможно граф Пальярса с 948
- 948/950 — 995/1007: Рамон II (III) (ум. ок. 995 или после 7 ноября 1007), граф Пальярса с 948/950
- 948/950 — до 994: Боррель I (ум. до 994), граф Пальярса с 948/950
- 948/950 — 1010/1011: Суньер I (ум. 1010/1011), граф Пальярса с 948/950, граф-соправитель Рибагорсы с 1006/1008
- 995/1007 — 1010: Эрменгол (ум. после 1030), граф Пальярса 995/1007—1010